# 平安神宮前駅
平安神宮前駅（へいあんじんぐうまええき）は、京都府京都市東山区にあった京阪神急行電鉄（現・阪急電鉄）京津線の停留場。

## 歴史

### 年表
- 1912年（大正元年）8月15日：京津電気軌道開業時に応天門通駅として開業。
- 1925年（大正14年）2月1日：京阪電気鉄道（初代）への合併により、同社の停留場となる。
- 1928年（昭和3年）7月1日：神宮道駅に改称。
- 1931年（昭和6年）2月20日：三条通上の併用軌道に移設される。
- 1941年（昭和16年）：平安神宮前駅に改称。
- 1943年（昭和18年）10月1日：陸上交通事業調整法に基づく阪神急行電鉄による京阪電気鉄道の併合のため、京阪神急行電鉄の停留場となる。
- 1944年（昭和19年）：廃止。

### 停留場名の由来
平安神宮の応天門へ至る道、応天門通が開設当時の由来であり、1928年（昭和3年）5月24日、京都市告示第252号によりこの通りの呼称が神宮道となることに併せて、停留場名の改称が行われた。その後、第二次世界大戦の局面の1つ、太平洋戦争が発生した1941年（昭和16年）に停留場名の再改称が行われ、平安神宮に近いことから平安神宮前に再改称している（日付不明）。

## ルーブル展駅
当駅廃止から11年後の1955年（昭和30年）、京都市美術館で開催された「ルーブル展」へのアクセスとして、開催期間中に臨時駅の「ルーブル展駅」が開設された。詳細な位置は不明であるが、平安神宮前駅が形を変えて「復活」したともいえる。

## 隣の停留場
京阪神急行電鉄
京津線
古川町駅 - 平安神宮前駅 - *岡崎道駅 - 蹴上駅
* 岡崎道駅は1931年（昭和6年）廃止。